# Ligat ha'Al 2014-2015
La Ligat ha'Al 2014-2015 è stata la 74ª edizione della massima divisione del campionato israeliano di calcio. La stagione regolare è iniziata il 24 agosto 2014 e si è conclusa il 16 marzo 2015. I play-off e i play-out hanno avuto inizio il 21 marzo e si sono conclusi il 1º giugno 2015.
Il titolo è stato vinto, per la terza volta consecutiva, dal Maccabi Tel Aviv, alla sua ventunesima affermazione.
Capocannoniere del torneo è stato Eran Zahavi, in forza al Maccabi Tel Aviv, con 27 goal.

## Squadre partecipanti
| Club                | Città         | Stadio                            | Posizione 2013-2014 |
| ------------------- | ------------- | --------------------------------- | ------------------- |
| Ashdod              | Ashdod        | Stadio HaYud-Alef                 | 8º posto            |
| Beitar Gerusalemme  | Gerusalemme   | Stadio Teddy Kollek               | 7º posto            |
| Bnei Sakhnin        | Sakhnin       | Stadio Doha                       | 6º posto            |
| Hapoel Akko         | Acri          | Stadio Municipale di Acri         | 10º posto           |
| Hapoel Be'er Sheva  | Be'er Sheva   | Stadio Municipale Arthur Vasermil | 2º posto            |
| Hapoel Haifa        | Haifa         | Stadio Qiryat Eliezer             | 11º posto           |
| Hapoel Petah Tiqwa  | Petah Tiqwa   | Stadio HaMoshava                  | 2° in Liga Leumit   |
| Hapoel Ra'anana     | Ramat Gan     | Karnei Oren Memorial Field        | 9º posto            |
| Hapoel Tel Aviv     | Tel Aviv      | Stadio Bloomfield                 | 4º posto            |
| Ironi K. Shmona     | Kiryat Shmona | Stadio Ironi                      | 3º posto            |
| Maccabi Haifa       | Haifa         | Stadio Sammy Ofer                 | 5º posto            |
| Maccabi Netanya     | Netanya       | Netanya Stadium                   | 1° in Liga Leumit   |
| Maccabi Petah Tiqwa | Petah Tiqwa   | Stadio HaMoshava                  | 12º posto           |
| Maccabi Tel Aviv    | Tel Aviv      | Stadio Bloomfield                 | Campione            |

## Formula
Per la presente stagione, l'IFA ha confermato la stessa formula adottata a partire dal precedente campionato.
Prendono parte alla massima serie 14 squadre, che si affrontano, dapprima, in un girone all'italiana di 26 giornate, tra andata e ritorno.
Al termine della stagione regolare, le sei squadre classificatesi dal primo al sesto posto partecipano ai play-off per il titolo e per la qualificazione alle Coppe europee; le otto squadre classificatesi dal settimo al quattordicesimo posto disputano, invece, i play-out per determinare le retrocessioni.
Tanto nei play-off quanto nei play-out, le squadre partono con gli stessi punti ottenuti durante la stagione regolare.
La squadra campione si qualificherà al secondo turno preliminare della UEFA Champions League 2015-2016. La seconda classificata si qualificherà al secondo turno preliminare di UEFA Europa League 2015-2016, mentre la terza sarà qualificata al primo turno preliminare della medesima rassegna. 
Poiché un posto (al secondo turno preliminare di Europa League) è previsto anche per la squadra vincitrice della Coppa di Stato 2014-2015, se detto trofeo sarà vinto da un club classificatosi al secondo o al terzo posto dei play-off (o, in caso di vittoria della Coppa di Stato da parte della squadra campione nazionale, se in tale posizione si classificherà la finalista), sarà qualificata al primo turno di Europa League anche la quarta classificata.
Saranno retrocesse le ultime due squadre classificatesi ai play-out, che verranno rimpiazzate dalle due squadre promosse dalla Liga Leumit.
I play-off si disputano in partite di andata e ritorno, per un totale di 10 giornate (dalla 27ª alla 36ª giornata). I play-out, invece, si disputano in partite di sola andata, per un totale di sette giornate (dalla 27ª alla 33ª).
Ciascuna squadra, pertanto, disputerà complessivamente 36 o 33 partite, a seconda che partecipi ai play-off o ai play-out.

## Stagione regolare

### Classifica
|  | Pos. | Squadra             | Pt | G  | V  | N  | P  | GF | GS | DR  |
|  | ---- | ------------------- | -- | -- | -- | -- | -- | -- | -- | --- |
|  | 1.   | Maccabi Tel Aviv    | 54 | 26 | 17 | 5  | 4  | 53 | 20 | +33 |
|  | 2.   | Hapoel Be'er Sheva  | 49 | 26 | 14 | 7  | 5  | 47 | 24 | +23 |
|  | 3.   | Ironi K. Shmona     | 47 | 26 | 13 | 8  | 5  | 40 | 27 | +13 |
|  | 4.   | Beitar Gerusalemme  | 40 | 26 | 10 | 10 | 6  | 38 | 29 | +9  |
|  | 5.   | Maccabi Petah Tiqwa | 39 | 26 | 10 | 9  | 7  | 28 | 30 | -2  |
|  | 6.   | Maccabi Haifa       | 37 | 26 | 11 | 4  | 11 | 38 | 29 | +9  |
|  | 7.   | Hapoel Ra'anana     | 34 | 26 | 9  | 7  | 10 | 24 | 23 | +1  |
|  | 8.   | Maccabi Netanya     | 33 | 26 | 9  | 6  | 11 | 37 | 45 | -8  |
|  | 9.   | Bnei Sakhnin        | 30 | 26 | 7  | 9  | 10 | 32 | 37 | -5  |
|  | 10.  | Hapoel Tel Aviv     | 29 | 26 | 8  | 7  | 11 | 27 | 33 | -6  |
|  | 11.  | Ashdod              | 27 | 26 | 6  | 9  | 11 | 29 | 41 | -12 |
|  | 12.  | Hapoel Haifa        | 26 | 26 | 7  | 5  | 14 | 20 | 41 | -21 |
|  | 13.  | Hapoel Petah Tiqwa  | 23 | 26 | 5  | 8  | 13 | 28 | 43 | -15 |
|  | 14.  | Hapoel Akko         | 22 | 26 | 4  | 10 | 12 | 20 | 39 | -19 |

Legenda:

      Ammesse ai play-off

      Ammesse ai play-out

Note:

Tre punti a vittoria, uno a pareggio, zero a sconfitta.

### Risultati
|                  | Ash  | BeG  | BnS  | HAk  | HBS  | HHa  | HPT  | HRa  | HTA  | IKS  | MHa  | MNe  | MPT  | MTA  |
| ---------------- | ---- | ---- | ---- | ---- | ---- | ---- | ---- | ---- | ---- | ---- | ---- | ---- | ---- | ---- |
| Ashdod           | –––– | 3-3  | 2-2  | 0-0  | 2-2  | 0-1  | 1-3  | 1-2  | 3-1  | 0-0  | 1-0  | 2-3  | 0-0  | 0-1  |
| Beitar G.        | 1-1  | –––– | 1-2  | 0-1  | 0-3  | 0-1  | 3-1  | 0-0  | 1-1  | 3-1  | 1-0  | 1-1  | 2-3  | 1-0  |
| Bnei Sakhnin     | 2-3  | 1-0  | –––– | 1-1  | 2-0  | 2-0  | 0-0  | 2-0  | 1-1  | 1-4  | 1-1  | 0-2  | 1-1  | 1-3  |
| H. Akko          | 0-1  | 1-1  | 1-3  | –––– | 1-1  | 1-1  | 1-1  | 0-2  | 1-0  | 2-0  | 0-0  | 1-2  | 0-2  | 1-4  |
| H. Be'er Sheva   | 2-1  | 1-1  | 2-0  | 3-0  | –––– | 4-0  | 2-1  | 0-1  | 1-0  | 2-1  | 2-0  | 4-0  | 1-0  | 3-2  |
| H. Haifa         | 0-2  | 3-4  | 0-3  | 1-0  | 1-1  | –––– | 1-1  | 1-0  | 1-1  | 1-2  | 0-4  | 3-2  | 0-1  | 2-0  |
| H. Petah Tiqwa   | 1-2  | 0-1  | 2-1  | 4-1  | 1-3  | 2-1  | –––– | 0-0  | 0-1  | 2-1  | 2-2  | 1-1  | 0-0  | 1-3  |
| H. Ra'anana      | 2-0  | 0-2  | 1-1  | 0-2  | 1-1  | 2-0  | 4-0  | –––– | 0-1  | 0-0  | 1-0  | 2-1  | 0-0  | 0-2  |
| H. Tel Aviv      | 3-1  | 0-2  | 1-1  | 1-3  | 3-2  | 3-0  | 0-0  | 2-1  | –––– | 0-1  | 2-2  | 1-0  | 1-2  | 0-0  |
| I. Kiryat Shmona | 1-0  | 1-1  | 1-1  | 2-2  | 1-1  | 1-0  | 3-2  | 1-1  | 3-0  | –––– | 0-1  | 3-1  | 3-0  | 2-1  |
| M. Haifa         | 5-0  | 1-3  | 4-2  | 1-0  | 1-0  | 2-0  | 3-1  | 0-2  | 3-1  | 1-3  | –––– | 2-1  | 0-1  | 0-1  |
| M. Netanya       | 0-0  | 2-0  | 2-1  | 0-0  | 4-2  | 0-2  | 1-2  | 3-1  | 1-0  | 0-2  | 0-4  | –––– | 4-4  | 3-3  |
| M. Petah Tiqwa   | 1-1  | 1-1  | 2-0  | 0-0  | 0-4  | 0-0  | 1-2  | 3-2  | 2-1  | 3-0  | 1-0  | 0-1  | –––– | 0-3  |
| M. Tel Aviv      | 5-2  | 1-1  | 2-0  | 3-0  | 0-0  | 3-0  | 2-0  | 2-0  | 2-0  | 1-1  | 3-1  | 3-1  | 3-0  | –––– |

## Play-off

### Classifica
|                     | Pos. | Squadra             | Pt | G  | V  | N  | P  | GF | GS | DR  |
| ------------------- | ---- | ------------------- | -- | -- | -- | -- | -- | -- | -- | --- |
| Campione di Israele | 1.   | Maccabi Tel Aviv    | 70 | 36 | 21 | 9  | 6  | 67 | 32 | +35 |
|                     | 2.   | Ironi K. Shmona     | 64 | 36 | 18 | 10 | 8  | 53 | 38 | +15 |
|                     | 3.   | Hapoel Be'er Sheva  | 62 | 36 | 17 | 11 | 8  | 63 | 40 | +23 |
|                     | 4.   | Beitar Gerusalemme  | 51 | 36 | 13 | 13 | 10 | 48 | 43 | +5  |
|                     | 5.   | Maccabi Haifa       | 50 | 36 | 14 | 6  | 14 | 51 | 37 | +14 |
|                     | 6.   | Maccabi Petah Tiqwa | 48 | 36 | 12 | 12 | 12 | 34 | 41 | -7  |

Legenda:

      Campione d'Israele e ammessa alla UEFA Champions League 2015-2016
      Ammesse alla UEFA Europa League 2015-2016
Note:

Tre punti a vittoria, uno a pareggio, zero a sconfitta.
Le squadre iniziano con gli stessi punti con cui hanno concluso la stagione regolare.

### Risultati
|                  | BeG  | HBS  | IKS  | MHa  | MPT  | MTA  |
| ---------------- | ---- | ---- | ---- | ---- | ---- | ---- |
| Beitar G.        | –––– | 1-1  | 0-1  | 1-1  | 0-0  | 3-0  |
| H. Be'er Sheva   | 4-0  | –––– | 2-2  | 1-1  | 3-0  | 1-1  |
| I. Kiryat Shmona | 1-2  | 3-1  | –––– | 1-0  | 2-0  | 0-0  |
| M. Haifa         | 1-0  | 4-0  | 4-1  | –––– | 0-0  | 1-1  |
| M. Petah Tiqwa   | 1-2  | 1-2  | 0-1  | 1-0  | –––– | 1-1  |
| M. Tel Aviv      | 4-1  | 3-1  | 2-1  | 2-1  | 0-2  | –––– |

## Play-out

### Classifica
|  | Pos. | Squadra            | Pt | G  | V  | N  | P  | GF | GS | DR  |
|  | ---- | ------------------ | -- | -- | -- | -- | -- | -- | -- | --- |
|  | 7.   | Bnei Sakhnin       | 44 | 33 | 11 | 11 | 11 | 43 | 44 | -1  |
|  | 8.   | Hapoel Tel Aviv    | 42 | 33 | 12 | 8  | 13 | 36 | 40 | -4  |
|  | 9.   | Maccabi Netanya    | 41 | 33 | 11 | 8  | 14 | 46 | 54 | -8  |
|  | 10.  | Hapoel Ra'anana    | 39 | 33 | 10 | 9  | 14 | 35 | 36 | -1  |
|  | 11.  | Hapoel Akko        | 38 | 33 | 9  | 11 | 13 | 28 | 42 | -14 |
|  | 12.  | Hapoel Haifa       | 34 | 33 | 9  | 7  | 17 | 25 | 47 | -22 |
|  | 13.  | Hapoel Petah Tiqwa | 32 | 33 | 8  | 8  | 17 | 43 | 59 | -16 |
|  | 14.  | Ashdod             | 31 | 33 | 6  | 13 | 14 | 32 | 51 | -19 |

Legenda:

      Retrocesse in Liga Leumit 2015-2016
Note:

Tre punti a vittoria, uno a pareggio, zero a sconfitta.
Le squadre iniziano con gli stessi punti con cui hanno concluso la stagione regolare.

### Risultati
|                | Ash  | BnS  | HAk  | HHa  | HPT  | HRa  | HTA  | MNe  |
| -------------- | ---- | ---- | ---- | ---- | ---- | ---- | ---- | ---- |
| Ashdod         | –––– |      | 0-0  | 0-0  | 2-4  |      |      |      |
| Bnei Sakhnin   | 1-1  | –––– |      | 1-0  |      | 1-1  | 2-0  |      |
| H. Akko        |      | 1-0  | –––– | 1-0  |      | 2-0  |      |      |
| H. Haifa       |      |      |      | –––– | 3-2  |      | 0-1  | 0-0  |
| H. Petah Tiqwa |      | 2-3  | 0-2  |      | –––– | 4-2  |      |      |
| H. Ra'anana    | 4-0  |      |      | 1-2  |      | –––– | 2-2  | 1-2  |
| H. Tel Aviv    | 1-0  |      | 2-0  |      | 1-2  |      | –––– | 2-1  |
| M. Netanya     | 0-0  | 2-3  | 1-2  |      | 3-1  |      |      | –––– |

## Classifica marcatori
| Gol |  |  | Giocatore         | Squadra            |
| --- |  |  | ----------------- | ------------------ |
| 27  |  |  | Eran Zahavi       | Maccabi Tel Aviv   |
| 16  |  |  | Mohammad Ghadir   | Bnei Sakhnin       |
| 13  |  |  | Olarenwaju Kayode | Maccabi Netanya    |
| 12  |  |  | Maor Buzaglo      | Hapoel Be'er Sheva |
| 12  |  |  | Roi Kehat         | Ironi K. Shmona    |
| 11  |  |  | Shlomi Arbeitman  | Hapoel Be'er Sheva |
| 11  |  |  | Hamdi Salihi      | Hapoel Haifa       |
| 11  |  |  | Rodgers Kola      | Ironi K. Shmona    |
| 10  |  |  | Dovev Gabay       | Hapoel Be'er Sheva |
| 10  |  |  | Shoval Gozlan     | Hapoel Ra'anana    |
| 10  |  |  | Eran Levy         | Maccabi Netanya    |

## Verdetti
- Campione di Israele:  Maccabi Tel Aviv
- In UEFA Champions League 2015-2016:  Maccabi Tel Aviv
- In UEFA Europa League 2015-2016:  Ironi K. Shmona,  Hapoel Be'er Sheva e  Beitar Gerusalemme
- Retrocessi in Liga Leumit 2015-2016:  Hapoel Petah Tiqwa e  Ashdod